# 50. vestlige længdekreds
Den 50. vestlige længdekreds (eller 50 grader vestlig længde) er en længdekreds, der ligger 50 grader vest for nulmeridianen. Den løber gennem Ishavet, Grønland, Atlanterhavet, Sydamerika, det Sydlige Ishav og Antarktis.